# バビディ
バビディは、鳥山明の漫画『ドラゴンボール』および、テレビアニメ『ドラゴンボールZ』『ドラゴンボールGT』『ドラゴンボール改』『ドラゴンボール超』『ドラゴンボールDAIMA』に登場する架空のキャラクター。声優は八奈見乗児、『改』以降は島田敏。

## キャラクター概要
魔人ブウを作った魔導師ビビディの子供。魔人ブウを復活させ、全宇宙の支配を企む。黄土色の肌をした小柄な体に、頭部と眼球が大きく、ローブとマントを纏っている。一人称は「ボク」（原作のみ登場当初は「わし」）で、幼い子供のような口調で話す。
父親のビビディと同じ魔導師であり、邪心のある者を洗脳し潜在能力を限界以上に引き出したり、「パッパラパー!」という呪文で相手を瞬間移動させるなど様々な魔術を操る。なお本来バビディはビビディの子供というより1人でやりにくいことを行うための分身に近い存在であり、分身したために魔力が弱まっていたが、ビビディが界王神に倒されてバビディが1人になったことにより本来の魔力が復活した。バビディは「パパよりも魔力は絶対上」と発言し、フリーザレベルなら一撃で倒せる実力を持つ東の界王神と戦闘になりそうになった際も、怯えることも戦闘を避けようともせずに、闘っても勝てる自信を見せるなど、魔術を使っての戦闘ができる様子だが、原作では戦う機会はなかった。
アニメでは魔術を駆使してピッコロと交戦。バリヤーで気功波を防いだり、攻撃魔術で応戦したが、肉体そのものは脆弱で手刀の一撃により、その体を真っ二つに切断された。ブウと共にケーキ屋に降り立った際には、人間の女性店員に取り押さえられてもいる。見た目は中年男性とは変わらず、「おじさん」呼ばわりされて驚いていた。
性格は残忍で狡猾で執念深く、感情的になりやすい。ブウを復活させた際は、「命令に背けば再度封印する」という脅しでブウを手懐けた。その呪文は人間では発音できないものである。後にブウに傲慢な態度を取り馬鹿にし続けた結果、反逆され殺される。後にブウから父共々「オレをつくったイヤなヤツたち」と言われていた。
バビディたち魔導師は魔界に住んでいる邪悪な妖怪のような存在で、魔界は魔導師の隠れ家のようなもの。広い宇宙には他にも何人か魔導師がいるが、バビディはずば抜けて魔力が強い。また、地球とは異なりバビディの星では魔法が「科学」として存在している。
原作の吹きだし台詞の書体は他のキャラクターとは違い、細くて小さい活字が使用された。 
名前の由来は、父であるビビディおよび、魔人ブウと併せてディズニーアニメの『シンデレラ (1950年の映画)』に登場する呪文の「ビビディ・バビディ・ブウ」から。

## ストーリーへの絡み
エイジ774に地球に封印された魔人ブウを復活させるべく宇宙船に乗って地球にやってきたが、界王神ら追っ手から逃れるべく宇宙船を地中に隠す。その際に、宇宙船を隠した付近の住民を殺害している。
邪悪な心を持った地球人のスポポビッチとヤムーの2人を洗脳し、魔人ブウの復活に必要な汚れの無い巨大エネルギーを集めるため、2人を天下一武道会に参加させる。超サイヤ人2に変身した悟飯のエネルギーを吸収して、バビディの元に戻ってきた2人からエネルギーを受け取った後、「ご用済み」としてスポポビッチを殺害。ヤムーも配下のプイプイにより殺害される。スポポビッチとヤムーを尾行してきた界王神たちに気付いていたバビディは、界王神に同行していた悟空、悟飯、ベジータの3人のエネルギーに目を付け、宇宙船の中に入れ、ダメージを与えることにより魔人ブウ復活のためのエネルギーを吸収しようと企む。
第1ステージにてプイプイ、第2ステージにてヤコンが倒され、第3ステージにてダーブラが悟飯と闘うが、ダーブラがベジータの心の奥底にある邪心に目を付け、闘いは中断。ダーブラの報告を受けたバビディはベジータを洗脳し、悟空と闘わせる。超サイヤ人を超えた2人の激闘により魔人ブウは復活する。
気まぐれに行動するブウに手こずるバビディだったが、過去に父親のビビディが所持しているノートを覗き見て「魔人ブウを封印する呪文」があることを知ったバビディは、その呪文を盾にしブウを手懐け、ブウに悟飯と界王神を倒させる。バビディは「ブウの存在はバビディ自身にとって災いをもたらす」というダーブラの忠告も受け入れず、ブウによりダーブラはクッキーにされ食べられる。そしてブウを復活させた責任を取るためにベジータが単身でブウと闘う。ブウはこれを圧倒するが、駆け付けたトランクスと悟天に邪魔をされる。さらにバビディの前にはピッコロが立ち塞がる。「魔人ブウも許せんが一番許せんのは貴様だ」「魔人ブウは無理でもお前なら殺せる」と睨むピッコロに対し「ボクを殺せばブウを封印できなくなる」と脅しをかけるが、「それはお前が生きていても同じことだ」と一蹴され、手刀で肉体を切断されて瀕死状態にされる。
その後、ベジータは自爆。バビディはバリヤーを張りかろうじて生存する。ベジータの自爆から復活したブウに惨状を笑われるが、再び脅すことで自身の肉体も再生させ、取り逃がしたピッコロ、トランクス、悟天に対して復讐を計画する。世界中の人間にテレパシーで「魔人ブウの脅威」を忠告し、ピッコロたちのイメージを見せ、「5日以内に居場所を教えるように」と脅迫する。武道会の係員から名前だけ密告されたが、そんなものを知っても意味はないと一蹴し爆殺した。そうしているうちにカプセルコーポレーションの場所を突き止めたバビディは西の都に向かおうとするが、目の前に悟空が瞬間移動で突然現れ、時間稼ぎのためにブウと激闘を繰り広げる。悟空に「地獄に落ちたら（閻魔大王に）たっぷり絞ってもらえるよう頼んでおく」と皮肉を言われた後、悟空に瞬間移動をされて逃がすことになる。これにより傲慢な態度を取りブウを罵倒し続けた結果、反逆を決意したブウに隙を付かれて呪文が言えないように首を絞められ、頭部を打ち砕かれた後に気功波で消滅させられた。
原作ではその後登場せず、デンデによるポルンガへの「魔導師バビディが地球にやってきた日から死んだ者全てを極悪人を除いて生き返らせる」という願いでも、バビディを含む一同は生き返ることはなかった。アニメでは界王神界での悟空たちと魔人ブウ（純粋）の闘いを地獄から観戦。闘いを見守るフリーザ一味、セルや鬼たちの前で「魔人ブウは自分の部下で自分を兄のように慕っていた」、「技は自分が教えていた」など、嘘と見栄を張った発言で周囲を驚かせるが、内心では自分の行いや態度を棚にあげ、自分を殺した魔人ブウへの怨みから、密かに悟空を応援する。その後、悟空が劣勢になった時はブウを応援していたが、最終的には元気玉で倒される寸前のブウを見て諦めた。鬼たちからは「さん」付けで呼ばれていた。
魔人ブウ戦後、ミスター・サタンがブウ（善）をベジータから庇おうとした際に名前こそ登場しないが、「悪いやつに命令されて…」と言われブウを操った元凶にされていた。

### ドラゴンボールGT
2人の17号の共鳴反応により、あの世とこの世が結合したことで地獄からよみがえり、悟空たちが見ていたテレビに自分の配下だったプイプイとヤコンや他の悪人たちと飛んでいる姿が映っていた。その後地獄に送り返され、閻魔宮にて行列に並んでいた。また、ベジータの回想にも登場している。

### ドラゴンボール超
“未来”トランクス編の回想シーンで登場。セルが消滅した後の未来の青年トランクスの世界でも配下のダーブラと共に魔人ブウ復活を目論むが、界王神の指示の下で挑んできたトランクスに撃破され、ブウ復活を阻止されたことがトランクスから語られた。
『Vジャンプ』連載の漫画版では詳細が描かれており、魔人ブウの復活エネルギーを溜めるのに10年以上かかっていることが語られている。プイプイとヤコンをおとりにし、ダーブラを使ってトランクス、界王神、キビトを追い詰めるが、ダーブラの攻撃を受けて瀕死の界王神にとどめを刺そうとしたところを超サイヤ人2に覚醒したトランクスに邪魔され、最後はトランクスの放った気功波によりダーブラごと消し去られる。

## バビディの魔術
気功技と違い体力を消費することはなく、簡単な魔法だと呪文を唱えなくても術を出すことができる。しかし空間を変える魔法などの大技は呪文を唱えることにより効果が発揮される。
破裂の魔術
鋭い目線で相手に念を送り込み体に流れる血液を振動させることで体を、急激に膨らませ、「ボンッ」という音と共に破裂させる魔術。後述のテレパシーと併用することにより、遠くの相手も爆殺できる。バビディはこの爆発音を気に入っている。
バリヤーの魔術
両手を振り上げ「バリヤー」と叫ぶことにより、自身を中心とした球状のバリアを貼る。魔人ブウ（無邪気）の衝撃波やベジータの自爆でも破壊されなかったほどの強固を誇る。打撃には弱く、攻撃されるとバリヤーは消し飛ぶ。また、エネルギーの消費率が高いため、よほどのピンチの時にしか使うことがない。
アニメ版ではピッコロが直接攻撃と気の放出でこれをたやすく突き破った。
パッパラパー
「パッパラパー」という呪文と共に、腕を振り上げ、場所を移動させる。宇宙船内にて、配下の者が闘いやすい場所に戦闘ステージに移し替える際に使用。
テレパシー
相手に念を送り、会話およびイメージを送る能力。バビディが感知すれば、相手側も軽く念を送るだけで会話できる。
召喚魔法
劇中では未使用。バビディは魔力で邪悪な心を持つ者を探し出し、召喚することにより、後述の操りの魔術で洗脳して部下にした。
魔術でスライム発射 / ビリビリの魔術
アニメでのピッコロとの対決で使用。掌から電光を発するスライム状の物体を敵に放つ。これを受けた者は電撃が全身に走るのと同時に、上記の破裂の魔術のようにその身体が膨張しだすが、ピッコロは気を解放して身体にまとわり付いたこれを消し飛ばした。『ドラゴンボールヒーローズ』などのゲームでも使用する。

### 操りの魔術
邪悪な心を持つ者の心の隙間に入り込み、自分の配下とする。同時にその者の潜在能力を限界以上に引き出す。術にかかった人間は額や胸などに自身と同じ、湾曲した「M」のマークが浮かび上がる。「M」の意味は鳥山明いわく「たぶんMA（魔）だと思います（笑）」とのこと。
作中、直接洗脳が解けた場面は描写されていないが、死亡したベジータ、ダーブラ（アニメ『Z』のみ）、ヤコンとプイプイ（アニメ『GT』のみ）は「M」の文字が消えていた。
術にかかっている状態でも本人の強靭な精神力があればある程度逆らうことは可能であり、作中においてベジータがそれを証明した（バビディにとっても初めてのこと）。
『ドラゴンボールヒーローズ』では「邪悪な心を操る魔術」という技名だったが、「邪悪龍ミッション第5弾」では「マインドブレイク」という技名に変更になっている。
原作で操られたキャラクター
- ベジータ
- プイプイ
- ヤコン
- ダーブラ
- スポポビッチ
- ヤムー

『ドラゴンボールヒーローズ』 邪悪龍ミッション第5弾で操られたキャラクター
- ガーリックJr.
- ターレス
- スラッグ
- 合体13号
- ボージャック
- ジャネンバ
- ジャネンバベビー
- ヒルデガーン
- ハッチヒャック
- 超サイヤ人3ブロリー

## 使用した道具
いずれもバビディが魔法で作り上げたものである。
エネルギーメーター
魔人ブウ復活のための汚れていないエネルギーを計測する機器。スポポビッチらに貸し与えた旧型と、大きな数値を計測できる新型の2種類がある。単位はキリ。200〜300キリもあれば星を破壊することが可能。ヤコンの800キリ、超サイヤ人化した悟空の3000キリを新型で計測した。
エネルギー吸引器
魔人ブウ復活のための汚れていないエネルギーを吸引するための道具。形状はポットに似ており、先端を相手に突き刺すことにより、エネルギーが吸引・注入できる。ゲーム『ドラゴンボールZ Sparking! METEOR』ではこれを武器に、相手の体力を奪い、放出することにより攻撃に使用できる。
バビディの水晶玉
自分の宇宙船内の様子や、自ら物体を瞬間移動させた場所の状況を映し出すことのできる水晶玉。バビディ親子の魔法科学によって生まれた。これを通して魔術をかけることも可能。
バビディの宇宙船
バビディ一味が地球に降り立った際に拠点とした大型宇宙船。船体は地中に埋められ、先端にある出入り口だけが地表に突き出ており、劇中では図解でしか全容はうかがえない。船内は6つの階層から成り立ち、上部は外敵が侵入した場合にバビディ配下の戦士が迎撃するステージ1〜4、その下がバビディの指令室、最下層が魔人ブウの封印された玉の保管室となっている。全体はお椀型に塔を付けたような縦長のスタイルになっており、船体のまわりの4つのタワー部分は、バビディの部屋と瞑想室、ダーブラの部屋、戦士たちの部屋と控え室となっている。最終的にはベジータに破壊される。
ステージ式になった理由は鳥山明によると、レッドリボン軍編のマッスルタワーのような闘いをもう一度やりたかったとのこと。

## ゲームでの登場
ゲームでの初登場は『ドラゴンボールZ 超武闘伝3』。魔人ブウの戦闘開始デモで登場する。
『ドラゴンボールZ2』では「ドラゴンワールド」モードで敵キャラクターとして配置されるが、イベントのみの登場であり、闘うことはできない。「バビディの宇宙船」モードではガイドを務める。またオープニングではブウによってダーブラと共にクッキーにされている。
『ドラゴンボールZ 舞空烈戦』では、サポートキャラとして登場。彼の技を発動させると相手プレイヤーの動きが左右逆になる。
『ドラゴンボールZ Sparking! METEOR』では、プレイヤーキャラクターの一人として参戦。プイプイやヤコンを召喚して闘わせるなどできる。ダーブラやスポポビッチと闘わせると、恨み言を言われたり、正気に戻るように言われる。
『ドラゴンボールヒーローズ』では「邪悪龍ミッション第3弾UP技 バビディの洗脳ユニット」が発動すれば登場する。邪悪龍ミッション第4弾でカード化された（「ビリビリの魔術」などが使用可能）。また、スペシャルムービーにも度々登場しており、邪悪龍ミッション第4弾では天下一武道会に出場したり、邪悪龍ミッション第5弾では宇宙船の隠し場所にてブウ（悪）を強制的に操ろうとしたり、ブロリーなど劇場版に登場した強敵たちを洗脳し召喚するシーンがある。
『ドラゴンボール ZENKAIバトルロイヤル』では「バビディ＆スポポビッチ」の名称で登場。必殺技の名前こそバビディ主観のものとなっているが、実際に行う戦闘の大半はバビディが使役しているスポポビッチを操作することとなる。バビディ独自のシステムとして「魔力ゲージ」が用意されており、気を消費する行動を取ると同時に体力まで削れるようになる「妨害魔弾」の使用が可能。魔力ゲージは「エネルギーをうばうんだよ！」を相手に当てることでゲージの回復が可能。その他最後の手段として「ご用済みだよん」によりスポポビッチを爆破させ相手に大ダメージを与えることが可能。ただしスポポビッチがいなくなってしまうため一部の攻撃が出来なくなってしまう。
『ドラゴンボールZ カカロット』では、メインストーリークリア後にドラゴンボールによって蘇生が可能であり、スポポビッチやヤムー、ヤコンやプイプイらを従えて地球を征服しようとするも、悟飯と悟空により阻止されることとなり、プイプイからも「今は時期が悪い」と言われ、しばらく悪事はやめることとなった。本編では戦っていないが漫画版『ドラゴンボール超』での展開を取り入れている追加シナリオ『-TRUNKS- 希望の戦士』ではダーブラとの戦いでダーブラに加勢する。

## 補足
バビディを演じた八奈見は嫌いなタイプのキャラクターと公言しており、「役を貰った以上、遊び半分におかま的にちょっと嫌らしさも入れて演じた」「悪役を演じるのは好きだが、最後まで好きになれなかった」という。